# Tiburon-Halbinsel
Die Tiburon-Halbinsel (französisch Le Tiburon) ist die größte Halbinsel der Insel Hispaniola in der Karibik. Politisch gehört die Halbinsel zu Haiti und umfasst dort vollständig die Départements Grand’Anse, Nippes und Sud sowie die westlichen Bereiche der Départements Ouest und Sud-Est.
Der Ostteil der Halbinsel war die vom Erdbeben in Haiti 2010 am schwersten getroffene Region.

## Geographie
Die Tiburon-Halbinsel bildet den äußersten Südwesten von Hispaniola und ragt bis zu 250 km weit ins Karibische Meer; sie trennt dabei den Golf von Gonâve vom Karibischen Meer. Die Halbinsel misst an der breitesten Stelle 60 Kilometer und an der schmalsten Stelle knapp 30 Kilometer. Sie weist eine Fläche von rund 9000 km² auf und nimmt somit ein Drittel der Staatsfläche Haitis ein. Die höchste Erhebung ist mit 2347 m der Pic Macaya im Massif de la Hotte im Westen der Halbinsel; größte Stadt ist Les Cayes an der Südküste mit rund 60.000 Einwohnern (Stand: 2005). 